# Provincia di Pennsylvania
La provincia di Pennsylvania è stata una colonia della corona britannica fondata nel 1681 da William Penn.
Fu una delle tredici colonie fondatrici degli Stati Uniti d'America.

## Storia
All'epoca della colonizzazione europea, cioè nel Seicento, la Pennsylvania era abitata dagli indiani Lenape. All'epoca era contesa tra inglesi, olandesi e svedesi. Nel 1674 gli inglesi riuscirono a prendere il controllo del territorio.
Il 28 febbraio 1681 re Carlo II diede una concessione fondiaria, situata ad ovest del fiume Delaware, al capo quacchero inglese William Penn, dovuta per un debito di diciottomila sterline al padre di quest'ultimo. Pen propose di chiamare l'area New Wales, ma ci furono obiezioni, poi in Sylvania. Alla fine il re la battezzò con l'attuale nome.
Dopo aver ottenuto la concessione, Penn profuse tutte le sue energie per la colonia. Doveva creare il governo, chiarire le intenzioni agli abitanti, provvedere alla distribuzione delle terre e alla nascita di villaggi, iniziare la campagna di immigrazione e redigere una costituzione. Quindi mandò in avanscoperta il cugino William Markham, che arrivò nel giugno 1681 e lesse il messaggio di Penn a Upland, l'attuale Chester, davanti a coloni di origine olandese e svedese. Nel frattempo in Inghilterra e nell'Europa continentale iniziavano a circolare gli avvisi, redatti da Penn, riguardanti la colonia. L'iniziativa di Penn cominciava a riscuotere interesse tanto che si formavano le prime società per reclutare i coloni. A fine ottobre 1682 Penn arrivò in Nordameica.
Due giorni dopo il suo arrivo a New Castle, Penn partì verso nord, cioè a Filadelfia. Nel dicembre dello stesso anno venne emanata la Great Law della Pennsylvania. Inoltre ai coloni di origine olandese e svedese, che erano ancora insediati nell'attuale stato del Delaware, veniva garantita la cittadinannza della Pennsylvania, e quindi anche quella inglese.
Nel 1683 si riversarono in Pennsylvania centinaia di coloni europei e ai nuovi arrivati furono ceduti migliaia di acri di terreno da coltivare. Nel frattempo Penn si trovava impegnato ad arrivare ad un accordo con gli indiani del posto.
Nel 1688, mentre si trovava in Inghilterra, Penn nominò John Blackwell nel ruolo di governatore nel momento in cui l'Assemblea della Pennsylvania era tormentata da lotte intestine. Tuttavia Blackwell era osteggiato dai Quaccheri. Quando arrivò la notizia, i coloni della Pennsylvania misero da parte le loro rivalità per fare ostruzionismo al governo di Blackwell. Nell'aprile del 1689 Blackwell rassegnò le dimissioni. Quindi l'assemblea della Pennsylvania si impose e nominò governatore Thomas Lloyd, un personaggio gradito ai quaccheri.
Poiché l'Inghilterra era in conflitto con la Francia, e le colonia nordamericane erano sotto minaccia, nel 1692 re Guglielmo cancellò la concessione di Penn a inglobò la Pennsylvania alla Provincia di New York. Mentre iniziavano a circolare voci di unire tutte le colonie nordamericane sotto un'unica entità amministrativa, nel 1694 Penn riuscì a riottenere la concessione in Pennsylvania. Nel 1696 venne emanata una nuova costituzione, la Markham's Frame, che garantiva all'assemblea molti poteri e privilegi.
Nel 1699 Penn ritornò in Pennsylvania insieme alla moglie Hannah Callowhill e alla figlia Laetitia. Al suo ritorno, molte cose erano accadute in Pennsylvania. Da una parte Filadelfia aveva superato i cinquemila abitanti ed era diventata la seconda città più popolosa del Nordamerica inglese. D'altro canto era svanito il suo sogno di fondare nel Nuovo Mondo una società utopica. Penn non aveva mai approvato la costituzione del 1696 e si trovava di fronte a numerosi problemi. Gli ufficiali inglesi, stazionati in Pennsylvania, segnalavano che la Baia del Delaware, e perfino la stessa Filadelfia, era frequentata da contrabbandieri e pirati. Tra il giugno del 1700 e il settembre del 1701 William Penn governò la provincia senza alcuna costituzione. Nell'ottobre del 1701 venne emanata la nuova costituzione, la Charter of Privileges.
La Charter of Privileges prevedeva la creazione di un'Assemblea annualmente elettiva. Le tre conte originarie, cioè Philadelphia, Chester e Bucks potevano mandare quattro delegati ciascuna, poi aumentati a otto. Il Consiglio aveva minori prerogative rispetto alle precedenti costituzioni ed era diventato un organo consultivo. La costituzione riconosceva esplicitamente la possibilità di veto alle leggi provinciali da parte della Corona e dal Proprietor.
Dopo la costituzione del 1701 si formarono delle fazioni all'interno dell'assemblea. IL primo era il Popular Party, chiamato poi Country Party negli anni Quaranta ed infine Antiproprietary Party negli anni Cinquanta; questo partito era supportato dai Quaccheri di campagna e dai Tedeschi; aveva come programma tre politiche: resistenza agli espropri per la difesa, tassazione alle terre ed esclusione dei territori occidentali di entrare nell'assemblea; i loro capi erano David Loyd, Isaac Norris, James Pemberton e Benjamin Franklin. Il secondo era il Proprietary Party, o anche Gentlemen's Party, composto da quaccheri di Filadelfia benestanti e sostenitori di Penn. Il terzo era il Churchmen Party, o Non Quaker's Party, formato da Anglicani, Scoth-Irish e ufficiali della Corona, che cercava di discreditare Penn nella speranza di persuadere il Privy Council di revocare la concessione; dopo la morte di Penn, molti esponenti, tra cui Logan, passarono al Proprietary Party negli anni Quaranta questa fazione aveva come obiettivi la provvisione ad un'adeguata difesa, l'apertura alla rappresentanza anche degli abitanti della frontiera e l'estensione dei diritti ai proprietari. Leader di questo gruppo fu James Logan e poi William Allen. Nei primi decenni questi partiti erano piuttosto organizzazioni: si trattava di gruppi di amici che si riunivano in taverne e i programmi erano fatti a voce: la stessa assemblea, che contava contava ventisei membri, non aveva una sede fissa fino al 1736. Per tutta l'era coloniale la principale questione politica rimase la stessa, cioè chi doveva governare la provincia, il proprietor o l'assemblea.
Nel 1704 Penn nominò governatore John Evans, un gallese di ventisei anni, che non era di religione quacchera. Evans, che amava prendere iniziative, chiese subito all'assemblea di ricevere fondi per la difesa nel momento in cui l'Inghilterra era in guerra contro la Francia, ma i Quaccheri rigettarono la proposta. Quindi Evans emanò un decreto con il quale veniva formata la milizia coloniale. Dopo che vennero arruolati pochi volontari, Evans studiò un stratagemma per scuotere la popolazione locale, spargendo la falsa notizia che si stava avvicinando la flotta francese nella Baia di Delaware. Presso la popolazione di Filadelfia si diffuse il panico, perciò molta gente abbandonò la città. Questa idea sconsiderata segnò la carriera di Evans.
Nel 1709 Penn nominò governatore il colonnello Charles Gookin. I capi dell'Assemblea chiesero al nuovo governatore di istituire una procedura d'accusa contro Evans. Dopo il rifiuto di Gookin, l'Assemblea tentò di perseguire contro i membri del Consiglio, accusati di cospirare con Evans. In epoca di guerra, il nuovo governatore non aveva alcuna intenzione di immischiarsi in piccole dispute locali, così chiese alla Pennsylvania di cooperare, mettendo a disposizione centocinquanta uomini. L'Assemblea però rifiutò. Siccome l'Assemblea aveva negato in precedenza la possibilità che il Consiglio discutesse a riguardo delle proposte di legge, Penn aveva istruito Gookin di non approvare alcuna proposta senza l'assenso del Consiglio. Incoraggiato dalla determinazione del proprietor, Logan mise in stato d'accusa il rivale Lloyd. Dopo il violento atto d'accusa, l'Assemblea ordinò l'arresto di Logan. Nel 1710 Logan partì per l'Inghilterra per spiegare a Penn la situazione politica In Pennsylvania. Nel 1711 l'Assemblea della Pennsylvania si rinnovò e nessuno dei precedenti membri tornò al suo posto. Qundi all'Assemblea una missiva da Penn che vcnteneva sia l'appello alla concordia sia la minaccia di un eventuale cambio di padrone. Come risultato il partito di Logan controllò sia l'Assemblea, sia il Consiglio e per un paio di anni la vita politica fu armoniosa.
Nel 1715 il Popular Party riprese il controllo dell'Assemblea, così ripresero i conflitti politici con il Governatore Gookin. Nel 1717 Hannah Penn nominò William Keith nuovo governatore. Keith, che aveva precedenti esperienze politiche avendo governato in Delaware, trattò l'Assemblea con rispetto. L'Assemblea, che non era abituata a questa gentilezza, accettò senza problemi l'aumento di stipendio dato al governatore, la mobilitazione della milizia coloniale e la creazione dei Tribunali di Equità. Nel 1723 l'Assemblea approvò l'emissione di cartamoneta.
A differenza dei predecessori, Keith governò la Pennsylvania senza dipendere dal Consiglio. Keith parteggiò per la fazione di Lloyd e, dall'altra parte, suscitò l'antagonismo di Logan. In seguito Keith cacciò Logan dalla posizione di Segretario. Quindi Logan andò in Inghilterra da Hannah Penn per riavere il suo posto. Dopo essere rimasto sulle sue posizioni, Keith venne rilvato dal ruolo di governatore a fine luglio del 1726.
Patrick Gordon fu governatore dal 1726 al 1736. Gordon era un ex militare in carriera che all'epoca della sua assunzione, aveva già sessantadue anni. Quando parlò all'Assemblea, Gordon ammise con sincerità che non aveva alcuna esperienza amministrativa e pertanto cercò di portare maggiore armonia tra le fazioni. Durante il suo mandato morì anche Hannah Penn e la proprietà della Pennsylvania andò ai tre figli Richard, Thomas e John Penn.
Nel frattempo iniziava l'afflusso di presbiteriani scozzesi e nordirlandesi nella Valle del Cumberland. Questo gruppo etnico chiedeva di essere rappresentato nell'Assemblea. Tuttavia i Quaccheri furono riluttanti a creare nuove rappresentanze. Nel 1729 venne costituita la quarta contea, la Contea di Lancaster, alla quale venne concesso di eleggere quattro delegati. Nei successivi venti anni non furono più create nuove contee. Nel 1749 venne costituita la Contea di York, nel 1750 la Contea di Cumberland e nel 1752 le contee di Berks e Northampton. A York e Cumberland venne concesso di eleggere due delegati, mentre a Northampton e Berks soltanto uno. In questo modo i quaccheri riuscirono a tenere la maggioranza dell'assemblea fino alla Guerra d'Indipendenza.
Gordon morì nel 1736. In questo periodo la Pennsylvania iniziò a prosperare. John e Thomas Penn arrivarono in Pennsylvania nel 1723 ed, assieme al fratello Richard, gestirono attivamente lea "proprietà" della provincia, tuttavia nessuno di loro perseguì gli ideali del padre. Con la morte di Gordon terminava la prima era politica in Pennsylvania, poiché i governatori che seguirono, non erano più "amici" dei proprietari. Nel frattempo le fazioni erano cambiate, da un lato i non quaccheri di Filadeflia e gli scotch-irish, dall'altro i Quaccheri e i Tedeschi. Questi ultimi si ritorvarono in Benjamin Franklin come leader carismatico.
Nel 1736 divenne governatore Logan, che all'epoca era anche Presidente del Consiglio. Nel 1738 la carica passò a George Thomas, un latifondista di Antigua; nel frattempo era scoppiata la Guerra dell'orecchio di Jenkins  tra Spagna e Gran Bretagna, che ben presto si estese anche con la Francia ed avendo come teatro il Nordamerica. Thomas ricevette istruzioni dal re e dai proprietari per reclutare truppe o, in alternativa, raccogliere denaro dalle tasse. Thomas girò queste istruzioni all'Assemblea, che rifiutò qualsiasi imposizione per la difesa. Quindi il governatore mobilitò sette compagnie di uomini, reclutandoli da uomini gravati di servitù debitoria rendendoli liberi dai loro obblighi verso il padrone. Questa azione stimolò l'Assemblea ad accettare una tassa per la difesa della provincia con la previsione che nessun fondo sarebbe stato rilasciato fino a quando i lavoratori a contratto non sarebbero tornati dai loro padroni e che fosse garantito che non fossero più reclutati. Le discussioni dell'Assemblea. In seguito l'Assemblea iniziò ad accusare che non ci fosse alcun processo legislativo per reclutare i lavoratori a contratto privandoli dei loro padroni. Quest'atteggiamento spazientì Thomas, che inviò una lettera vibrante nella quale sosteneva che la Pennsylvania non poteva essere difesa fino a quando i Quaccheri sarebbero stati al potere. La notizia arrivò a Filadelfia e ed iniziò la crisi tra Assemblea e Governatore. Nelle elezioni del 1740 e 1741 l'Assemblea ricevette l'approvazione della popolazione.
Sotto suggerimento degli Ufficiali della Corona, l'Assemblea emanò un provvedimento per finanziare le eventuali perdite dei lavoratori in guerra; tali fondi sarebbero finiti in mano dei loro padroni. Intanto Thomas divenne più conciliante con l'Assemblea. Nel giugno 1744 quando era scoppiata la guerra tra Francia e Gran Bretagna, l'Assemblea accordò un finanziamento di quattromila sterline. Nel 1746, quando la Gran Bretagna stava intraprendendo la conquista del Canada, l'Assemblea votò a per l'equipaggiamento di quattro compagnie di uomini. Quando furono partiti, l'Assemblea rifiutò di convedere ulteriori fondi. Sempre nel 1746 una nave francese trascurse quasi una settimana nella Baia di Delaware riuscendo a cannoneggiare New Castle.
Il mandato di Thomas terminò nel 1747. In quel periodo emersero nuovi leader nella politica della Pennsylvania. Innanzitutto William Allen, un presbiteriano che fu a capo del Gentlemen's Party, poi Benjamin Franklin del Country Party
Per rimpiazzare Thomas, nel 1748 i Penn scelsero James Hamilton, nativo della Pennsylvania, figlio dell'avvocato Andrew. Il nuovo governatore si trovò a fronteggiare due problemi: la questione monetaria e il rapporto con gli indiani.
Con l'emanazione del Currency Act del 1751, con il quale il Parlamento britannico proibiva alle colonie della Nuova Inghilterra di emettere moneta, la Pennsylvania poteva emettere nuova valuta solo con l'approvazione del ministero. Hamilton venne istruito di porre il veto ad ogni richiesta dell'Assemblea di emanare nuova cartamoneta. Nel 1753 l'Assemblea era in ebollizione contro il governatore per il suo veto. D'altra parte Hamilton si giustificava spiegando che seguiva i provvedimenti del re. Hamilton si dimise nel 1754. Nel frattempo si faceva sempre più urgente il problema della difesa della provincia da eventuali attacchi francesi e indiani.
A metà Settecento pochi coloni della Pennsylvania erano preoccupati della presenza francese o della rivalità imperiale tra Gran Bretagna e Francia. Avendosi lasciato alle spalle le persecuzioni religiose del secolo precedente, questi coloni si erano abituati alla vita relativamente tranquilla del Nordamerica e pertanto la loro visione era diventata "provinciale", limitata al lavoro nelle proprie fattorie o al contesto parrocchiale nella lotta di potere tra Assemblea e Governatore.
Nei primi anni Cinquanta i francesi eressero una serie di forti a sud del Lago Erie. Nel 1753 molti capi indiani abbandonarono la tradizionale alleanza con gli inglesi per passare dalla parte dei francesi. Nel frattempo in Assemblea i Quaccheri continuavano a tenere ferma la loro posizione, cioè se si doveva finanziare la guerra, si doveva pertanto estendere i privilegi come prezzo della cooperazione. Dall'Inghiltetra Thomas Penn istruì il governatore Hamilton di provvedere al difesa, costruendo forti ad est degli Appalachi. L'Assemblea approvò di passare alcuni doni per gli Indiani in modo da rinforzare la loro lealtà, ma non concesse appropriati fondi per permettere al Governatore di intraprendere delle efficaci misure di difesa. In quel momento alcuni Quaccheri dichiararono apertamente di preferire passare sotto dominio francese piuttosto di abbassarsi ai Proprietari. Allo scoppio della Guerra franco-indiana l'Assemblea era ancora determinata a non difendere le terre dei Proprietari, perché ancora esenti da tassazione, e a rifiutare qualsiasi misura difensiva senza che non si fosse stampata nuova valuta. Ciç rendeva la Pennsylvania vulnerabile agli eventuali attacchi.
Il 3 novembre 1755 il governatore Robert Hunter Morris chiamò l'Assemblea per una sessione di lavoro. Tale Assemblea era stata rinnovata il mese precedente e i Quaccheri avevano mantenuto la maggioranza. Pe tre settimane l'Assemblea continuava i suoi soliti rituali, cioè di non voler approvare alcun piano di difesa, a meno che non fosse emanata nuova valuta. Tuttavia l'atteggiamento dell'Assemblea cominciò a cambiare quando si ebbe notizia dei primi massacri.
Il 20 novembre un gruppo di Mennoniti inferociti si riunì presso la casa di Conrad Weiser a Womelsdorf chiedendogli che gli accompagnasse a Filadelfia per parlare ai membri dell'Assemblea. Morris li ricevette, mostrando una lettera con la quale veniva garantita dai Penn un'enfiteusi di cinquemila per la difesa, cifra assia maggiore delle entrate di un'eventuale tassazione dei beni dei Proprietari. La lettera mostrata da Morris convinse i Tedeschi che i Quaccheri dell'Assemblea non stavano dicendo tutta la verità, così nella sera del 25 novembre la cosiddetta "dutch mob" entrò nella sala dell'Assemblea per pretendere l'approvazione di un piano di difesa.
I Quaccheri dell'Assemblea sapevano già in anticipo che dovevano fronteggiare il problema, ma fino all'ultimo pensavano di poter resistere alle pressioni. Quindi i Quaccheri si divisero in Principled Quakers e War Quakers. In un discorso Benjamin Franklin parlò chiaramente ai Quaccheri che avevano tre alternative: abbandonare i loro scrupoli e di passare il piano di difensivo, obbedire alla loro coscienza e dimettersi dall'Assemblea o cacciati a forza dai coloni. Il piano venne approvato con i voti dei War Quakers e degli Scotch-Irish e l'astensione dei Principled Quakers.
Il provvedimento del 26 novembre non influenzò la situazione militare, poiché il Consiglio privato pose il veto. Piuttosto fu una novità politica perché mise fine al monoppolio dei Quaccheri nell'Assemblea. Nelle elezioni dell'ottobre 1756 soltanto dodici Quaccheri entrarono in Assemblea. Il provvedimento marcò anche la fine dell'alleanza tra T4deschi e Quaccheri. Successivamente i Tedeschi si allearono con gli Scotch-Irish.
Nel corso del 1756 i massacri continuarono, specialmente nelle contee di Northampton e Berks, così il governatore Morris cercò di costruire una serie di forti difensivi e reclutare miliziani in difesa della provincia.
Dopo la dichiarazione formale d guerra della Gran Bretagna alla Francia, avvenuta il 18 maggio 1756, il Parlamento britannico approvò un finanziamento di oltre ottantamila sterline per creare il reggimento dei Royal Americans formato da quattro battaglioni di volontari. Dalla Pennsylvania vennero reclutati uomini di origine tedesca e Scotch-Irish. Il Royal Americans combatté tutte le principali battaglie tra cui anche la presa di Quebec.
Nell'aprile del 1758 il Generale John Forbes arrivò a Filadelfia a capo di 1600 Highlanders per attaccare Fort Duquesne attraverso la Pennsylvania. Alla fine Forbes riuscì a mobilitare seimila uomini, i suoi Highlanders, il Primo battaglione ei Royal Americans con a capo il Colonnello Henry Bouquet e circa 2700 miliziani. L'Assemblea approvò una serie di aiuti. A metà estate i preparativi erano terminati e la colonna poté partire. Forbes rimase a Filadelfia, mentre a caperggiarla fu Bouquet. A fine novembre la spedizione arrivò a Fort Duquesne, trovandolo vuoto. Il forte venne rinominato in Fort Pitt. Nel frattempo gli indiani Delaware furono pacificati e passarono sotto l'alleanza britannica. Già nel 1759 in Pennsylvania non incombeva più l'eventuale conquista francese.
Dopo la fine delle ostilità tra Francia e Gran Bretagna, la vita in Pennsylvania cambiò in molti modi. Prima di tutto terminò il monopolio quacchero nell'Assemblea. La contesa sui Proprietari ebbe minore eco rispetto ai decenni precedenti. L'esperienza militare dei pennsylvaniani diede fiducia nelle loro capacità e meno rispetto per l'esercito britannico. Allo stesso tempo la condotta degli ufficiali britannici, che degradarono le truppe coloniali, portarono ad un certo risentimento dei locali verso la madrepatria. Inoltre ci furono effetti economici: la costruzione delle due nuove strade, che inizialmente avevano scopi militari, rendeva possibile il traffico oltre le montagne. Molti coloni iniziarono a varcare gli Appalachi. Molti speculatori iniziavano a intravedere un futuro roseo quando nel 1763 venne emanato un proclama con il quale veniva impedito ai coloni di trasferirsi oltre le montagne. Infine il conflitto aveva cambiato la mentalità sociale: la popolazione fu impegnata in una sorta di attività governativa con incontri pubblici. L'idea che solo una classe sociale poteva governare si dimostrò fallace agli occhi dei pennsylvaniani dell'epoca.

## Popolazione
Gli immigranti europei che arrivarono in Pennsylvania durante l'epoca coloniale erano quaccheri prevalentemente di origine inglesi, battisti e mennoniti tedeschi, e presbiteri dell'Ulster, che giunsero in tre momenti diversi.
La prima ondata, cioè tra la fine del Seicento e l'inizio del Settecento, era composta da quaccheri prevalentemente di origine inglese, che cercavano un rifugio per poter praticare il loro credo religioso. La prima ondata di migranti arrivò nell'estate del 1681 a bordo delle navi John and Sarah, Amity e Bristol factor. L'anno successivo arrivarono in Pennsylvania, a bordo di almento una cinquantina di navi, oltre quattromila quaccheri. Il rapido incremento di migranti quaccheri era dovuto principalmente alle continue persecuzioni in madrepatria, i magistrati inglesi chiedevano un atto di fedeltà che i quaccheri non volevano dare, e alla popolarità di Penn, che prometteva una nuova società dove si poteva vivere pacificamente. A partire dal 1700, arrivarono anche inglesi di altre confessioni, come gli anglicani, battisti e presbiteriani. Il secondo gruppo etnico era formato da gallesi che, tramite la Società degli Amici, acquistarono quarantamila acri di terra da Penn e si insediarono ad ovest del fiume Schuylkill, detto poi il Welsh Tract o Welsh Barony. Il terzo gruppo etnico era composto da quaccheri olandesi e tedeschi, originari dalle città di Krefeld e Krisheim, che fondarono il villaggio di Germantown. Il leader spirituale dei tedeschi di Germantown era Franz Daniel Pastorius.
Tra il 1708 e la metà del secolo si riversarono in Pennsylvania un certo numero di migranti di origine tedesca, in due ondate, la prima tra il 1708 e il 1720, la seconda tra il 1720 e il 1750. Nel 1708 si riversò in Pennsylvania un'ondata di migranti tedeschi originari dalle regioni dell'Alsazia, Lorena, Svevia, Baden, Württemberg, Renania e Palatinato. Questi migranti, di fede mennonita e battista, lasciarono le loro case in un momento in cui era in corso la Guerra di successione spagnola e il territorio di provenienza era devastato a seguito di aspri combattimenti tra gli eserciti di Inghilterra e Francia. Inoltre arrivarono anche migranti di fede mennonita dalla Svizzera, che si insediarono lungo il Conestoga e il Pequea Creeks. Nel 1714 una branca di mennoniti, conosciuta come gli Amish, si stabilì nella Contea di Berks. Nel 1719 Peter Becker, un predicatore battista originario di Krefeld, condusse i suoi seguaci nella Contea di Lancaster. Alte comunità battiste si stanziarono accanto ai mennoniti nella Contea di Berks nella Contea di Montgomery. L'afflusso di tedeschi in Pennsylvania continuò dopo la Guerra di successione spagnola. Al 1719 arrivarono al porto di Filadelfia ben settemila migranti tedeschi del Palatinato. Nel 1732 Conrad Beissel, un mistico tedesco, fondò la Società del Settimo Giorno e la comunità di Ephrata nella Contea di Lancaster. Nel 1734 arrivarono dalla Slesia il gruppo dei Schwenkfelders. Alla fine degli anni Trenta giunsero anche i Moraviani. A metà secolo la migrazione tedesca in Pennsylvania rimaneva costante. Il vescovo moraviano August Gottlieb Spangenberg calcolò che la Pennsylvania era popolata da circa centomila abitanti di origine tedesca.
Il terzo gruppo era composto dai Presbiteriani dell'Ulster, detti anche scotch-irish. Alla fine del Seicento la vita in Irlanda era diventata intollerabile, poiché le industrie laniere del posto entrarono in crisi. Ci furono cinque ondate di migrazioni. I migranti delle prime ondate, 1717-1718 e 1725-1729, si stabilirono a fianco delle comunità tedesche, mentre quelli delle successive, che partirono dal 1740 a causa della carestia irlandese, si stanziarono nelle vallate degli Allegani, cioè nllea frontiera occidentale.
Nel 1776 la Pennsylvania era abitata da trecentomila abitanti. I tre maggiori gruppi etnici, cioè inglesi, tedeschi e irlandesi dell'Ulster, costituivano un terzo rispettivamente del totale della popolazione. Gli inglesi era stanziati prevalentemente a Filadelfia, i tedeschi in un cerchio dietro la capitale e i scoto irlandesi a nord e a ovest della provincia. Durante l'epoca coloniale i tre gruppi non si fusero e conservarono la loro cultura d'origine.
Oltre ai tre principali gruppi etnici, esistevano altre minoranze europee. I discendenti degli olandesi, svedesi e finlandesi, che giunsero in Pennsylvania nei primi decenni del Seicento, vennero assimilati ai tre gruppi e persero la loro cultura. Anche i quaccheri tedesco-olandesi di Germantown vennero assimilati agli inglesi di Filadelfia. I gallesi del Welsh Tract diventarono una sparuta minoranza già negli anni della Rivoluzione.
Circa ottomila francesi ugonotti giunsero in Pennsylvania agli inizi del Settecento. Dopo l'Editto di Nantes, questi francesi di religione protestante furono perseguitati da re Luigi XIV. Inizialmente trovarono rifugio nella Renania per poi emigrare in Nordamerica con i tedeschi. Gli ugonotti francesi si stanziarono accanto ai tedeschi nelle Contee di Lancaster e di Berks, e poi nelle Contee di Adams e York. La comunità ugonotta divenne prospera.
Circa diecimila scozzesi e altrettanti diecimila irlandesi cattolici arrivarono in Pennsylvania nel Settecento. C'era anche una piccola comunità di religione ebraica all'epoca della Rivoluzione. Gli schiavi africani arrivarono all'inizio dell'epoca coloniale, portati dagli olandesi, e durante il Seettecento, ed erano di proprietà di europei di origine inglese, gallese e irlandese dell'Ulster.
Infine gli amerindiani del posto scomparirono come gruppo etnico già alla fine del Settecento, perché furono massacrati o costretti ad andarsene.